# Piotr Mamonov
Piotr Nikolaïevitch Mamonov (en russe : Пётр Николаевич Мамонов), né le 14 avril 1951 à Moscou et mort le 15 juillet 2021, est un acteur, ancien musicien et parolier de rock soviétique puis russe, ancien membre du groupe moscovite Zvuki Mu.

## Biographie
Il fut l'un des rares musiciens de rock de l'ancienne URSS à être reconnu à l'étranger, à travers sa collaboration avec Brian Eno à la fin des années 1980. Pendant cette même période, il commença à tourner dans des films ; dans la décennie qui suivit, il écrivit, produisit et joua dans plusieurs one-man shows au théâtre, faisant de lui un individu culte en Russie. Son travail pour le théâtre comprend Is There Life on Mars? (Y a-t-il une vie sur Mars?). Dans les années 1990, il s'est converti au christianisme orthodoxe, a quitté Moscou et s'est établi dans le village d'Efanovo, près de Vereïa dans le raïon de Naro-Fominsk.
Il a tenu un des deux rôles principaux dans Taxi Blues de Pavel Lounguine en 1990. En 1991, il joue au côté d'Ivan Okhlobystine dans l'unique long métrage de Nikita Tiagounov (ru), La Jambe, un drame traitant des conséquences de la guerre d'Afghanistan. Il a également joué le rôle principal (le père Anatoli) dans le film d'inspiration religieuse, L'Île (2006) et dans le film Tsar (2009), du même Pavel Lounguine.
Il est auteur du recueil poétique en quatre volumes intitulé Zakorioutchki (Закорючки, 2008), regroupant les aphorismes consacrés à la religion et à son cheminement spirituel personnel.

## Filmographie
- 1988 : Igla (Игла) de Rachid Nougmanov : patron du trafic de stupéfiants
- 1990 : Taxi Blues (Такси-блюз) de Pavel Lounguine : Saxophoniste du Concert à Moscou
- 1991 : Anna Karamazoff (Анна Карамазофф) de 	Rustam Khamdamov : épisode
- 1992 : La Jambe (Нога, Noga) de Nikita Tiagounov (ru) : frère ainé de Martyne
- 1994 : Terra incognita (Терра инкогнита) de Yiannis Typaldos
- 1995 : Le temps du chagrin n'est pas encore venu (Время печали ещё не пришло, Vremya pechali yeshchyo ne prishlo) de Sergueï Selianov (ru) : Méthodios
- 2005 : Poussière (Пыль, Pyl) de Sergueï Loban : professeur Pouchkar
- 2006 : L'Île (Остров) de Pavel Lounguine : père Anatoli
- 2009 : Tsar (Царь) de Pavel Lounguine : Ivan le Terrible
- 2010 : Chapiteau-show (Шапито-шоу) de Sergueï Loban : père
- 2010 : Igla remix (Игла Remix) (NB : remix du film Igla de 1988) de Rachid Nougmanov : patron du trafic de stupéfiants

## Récompenses
- 2003: prix PoboRoll de la station de radio Nashe Radio pour la contribution au développement de la musique-live
- 2006 : prix Svoya koleya de la fondation caritative Vladimir Vyssotski, le ministère de la culture de la fédération de Russie et le comité de la culture du gouvernement de Moscou, pour la contribution à la renaissance de la culture orthodoxe de Russie.
- 2006 : Aigle d'or du meilleur rôle masculin pour L'Île de Pavel Lounguine
- 2006 : prix du meilleur rôle masculin au Festival du cinéma russe à Honfleur pour L'Île de Pavel Lounguine
- 2006 : Nika du meilleur rôle masculin pour L'Île de Pavel Lounguine

## Source
- (en) Cet article est partiellement ou en totalité issu de l’article de Wikipédia en anglais intitulé « Pyotr Mamonov » (voir la liste des auteurs).